# 洛莉·路格林
洛莉·路格林（英語：Lori Loughlin，1964年7月28日—）是一位美國女演員及模特兒，因電影2009年《歐吉桑卡好》中的Amanda而眾人所知，除此之外，她還參與電視節目《新飛越比佛利》及《歡樂再滿屋》。2019年，因涉嫌贿赂和诈骗被起诉。

## 外部連結
- 洛莉·路格林在互联网电影资料库（IMDb）上的資料（英文）
- 洛莉·路格林的X（前Twitter）
- 洛莉·路格林的Instagram帳戶